# Vereinshaus „Zur Linde“

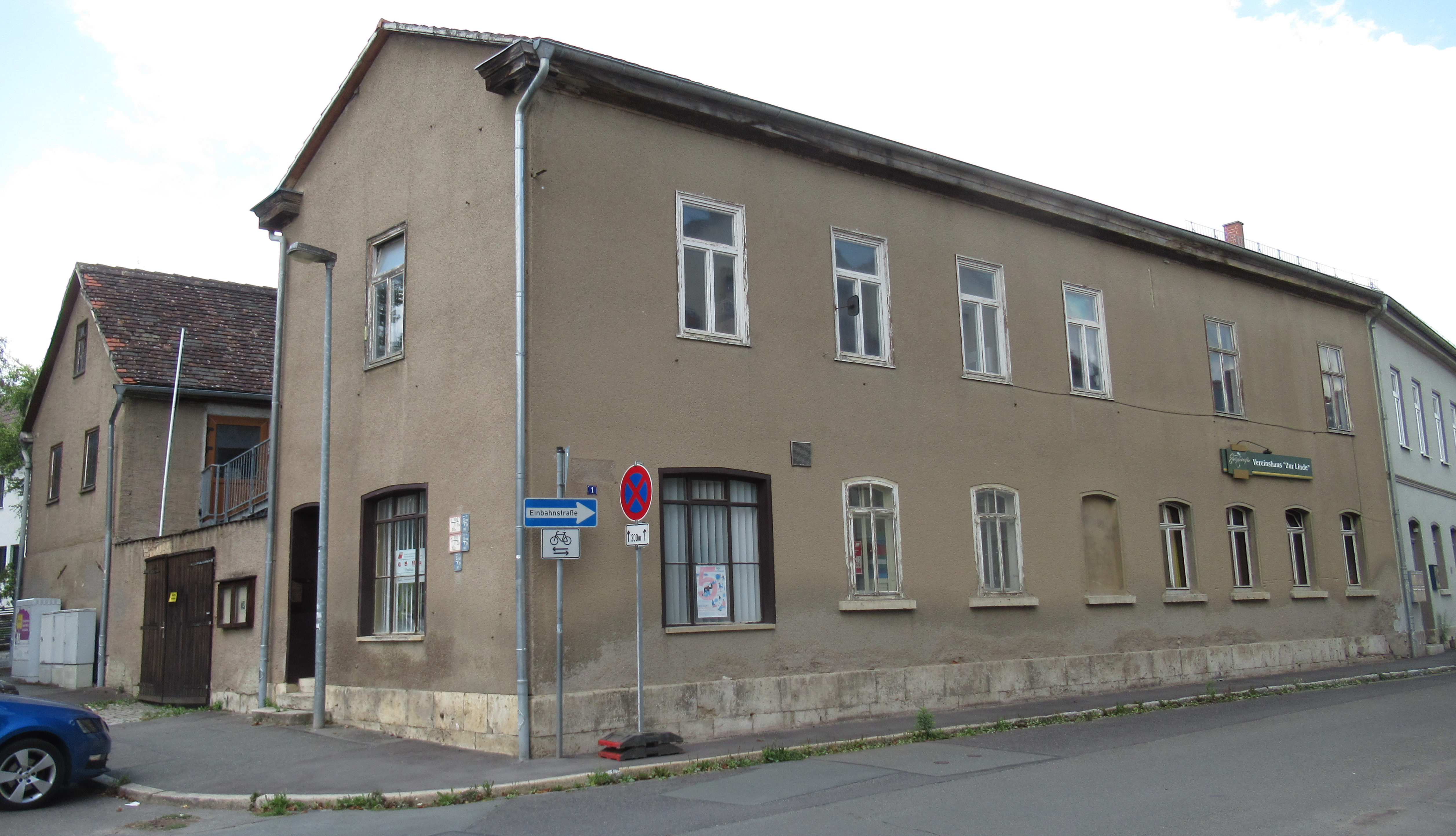
Vereinshaus „Zur Linde“

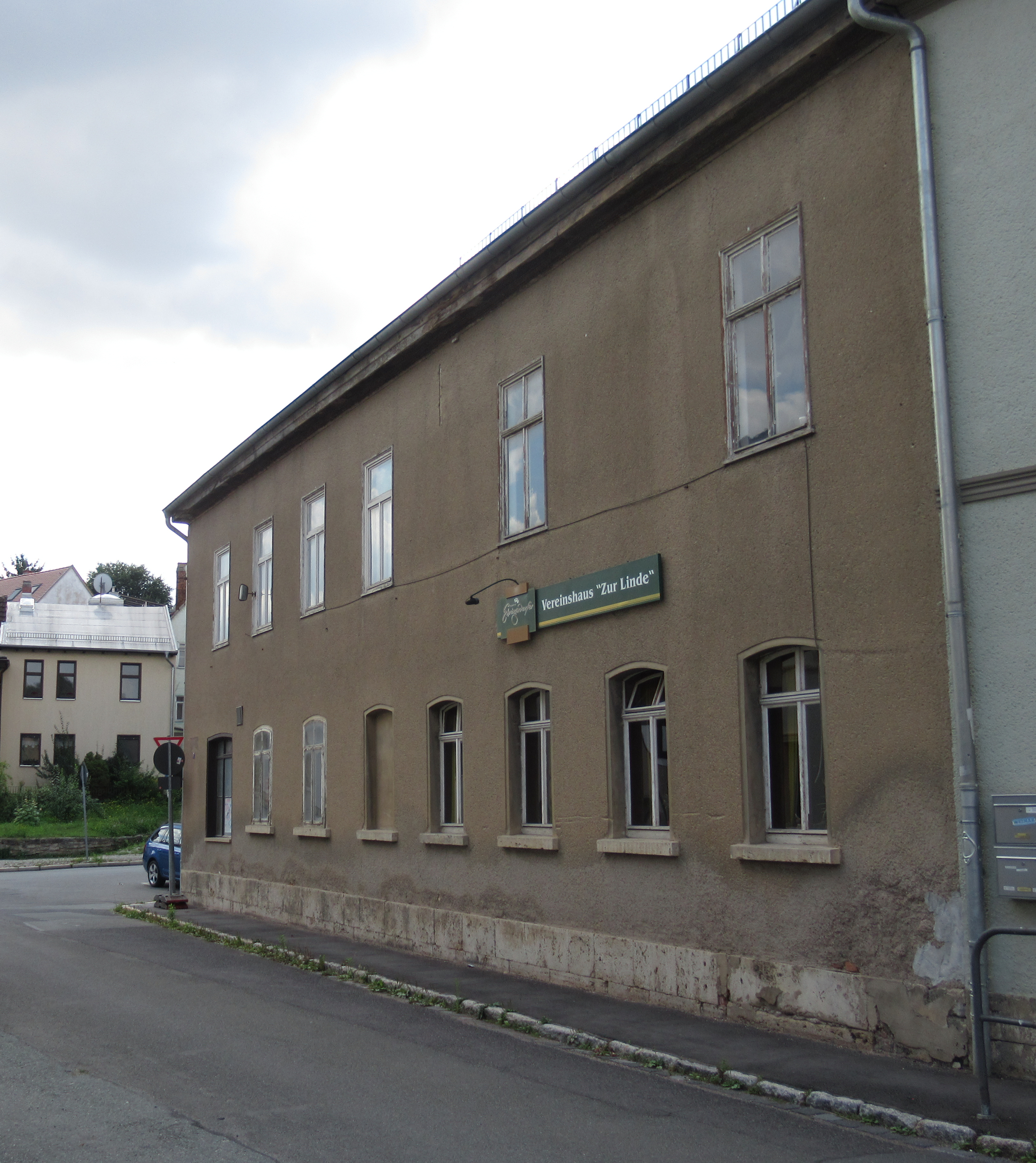
Vereinshaus „Zur Linde“

Das Vereinshaus „Zur Linde“ im Weimarer Ortsteil Ehringsdorf in der Weimarischen Straße 1 am dortigen Anger gegenüber der Ehringsdorfer Brauerei ist ein Vereinshaus des Ehringsdorfer Heimatvereines und zugleich Treffpunkt des Ortsteilrates Oberweimar-Ehringsdorf. Außerdem ist es Sitz für die Archäologische Gesellschaft in Thüringen e.V. Außerdem ist es das Domizil  des Tierschutzverein Weimar e.V. Der Ehringsdorfer Heimatverein betreibt das Gebäude als Vereinsgaststätte. Auch die Marinekameradschaft Weimar e.V., die bis 2016 im Hainfels ihren Sitz hatte, bekam dort ihre neue Heimstatt.

## Beschreibung
Das Mobiliar stammt großenteils von Spenden. Dieser alte zweigeschossige Dreiseitenhof aus verputztem Ziegelmauerwerk auf Kalksteinsockel ist ebenso wie die Brauerei ortsteilprägend. Im Innern befinden sich Wandgemälde von Kötscher Friede, die die Urzeit und die Funde in Ehringsdorf zum Thema haben, die von Norbert Gladis restauriert wurden. Dieses Gebäude war bis in die DDR-Zeit in den Schulbetrieb eingebunden als Schulhort der heutigen Grundschule Parkschule Ehringsdorf. Das Gebäude, dessen wertvolle Wandgemälde durch den Ehringsdorfer Heimatverein gerettet wurden, hatte bis 2003 jahrelangen Lehrstand ertragen müssen. Die genaue Entstehungszeit des Gebäudes ist unbekannt. Schon Goethe soll hier ein und ausgegangen sein.
Das jetzige Wohnhaus Anger 2 war die alte Schule. Dieses Gebäude befindet sich direkt neben der Ehringsdorfer Kirche.
Das Vereinshaus soll energetisch saniert werden und benötigt ein schlüssiges Nutzungskonzept.